# Њу Лано (Луизијана)
Њу Лано (енгл. New Llano) град је у америчкој савезној држави Луизијана.

## Демографија
По попису из 2010. године број становника је 2.504, што је 89 (3,7%) становника више него 2000. године.
| Група             | 2000.         | 2010.       |
| Белци             | 1.034 (42,8%) | 995 (39,7%) |
| Афроамериканци    | 973 (40,3%)   | 969 (38,7%) |
| Азијати           | 91 (3,8%)     | 126 (5,0%)  |
| Хиспаноамериканци | 207 (8,6%)    | 266 (10,6%) |
| Укупно            | 2.415         | 2.504       |